# Якиманка (район на Москва)
Якиманка е административен район на Централен окръг в Москва.